# ساسخوری
ساسخوری (به گرجی: სასხორი) یک روستا در تنگه نیچبیسیس‌تسقالی در شهرداری متسختا در کشور گرجستان است. این روستا بخشی از منطقه تاریخی ارتسو-تیانتی است.

## جمعیت
در سال ۲۰۱۴، جمعیت ۳۳۲ نفر بود.
| سال  | جمعیت |
| ---- | ----- |
| ۲۰۰۲ | ۳۵۱   |
| ۲۰۱۴ | ۳۳۲   |

## مکان‌های تاریخی
سه کلیسای تاریخی در ساسخوری یافت می‌شود: کلیسای مریم، کلیسای سنت جورج و کلیسای فرشتگان مقرب. از یک قلعه قدیمی در جنگ‌ها برای دفاع استفاده می‌شد.